# Анастасије Јерусалимски
Анастасије I Јерусалимски је био патријарх Јерусалимске патријаршије у периоду од 458. до 478. године.
Мало се зна о животу патријарха Анастасије. Он је наследио светог Јувеналија на месту јерусалимског патријарха 458. године. За време своје патријаршијске службе служио је, 473. године, сахрану светог Јевтимија Великог, монаха у манастиру Свете Теоктисте у Палестини. Патријарх Анастасије је цео дан чекао да монаси и јерусалимски народ поклоне мођтима да би могао да заврши опело.